# Вилађо Аурора (Торино)
Вилађо Аурора је насеље у Италији у округу Торино, региону Пијемонт.
Према процени из 2011. у насељу је живело 116 становника. Насеље се налази на надморској висини од 399 м.